# Phrynomantis microps
Phrynomantis microps е вид жаба от семейство Тесноусти жаби (Microhylidae). Видът не е застрашен от изчезване.

## Разпространение
Разпространен е в Бенин, Буркина Фасо, Гамбия, Гана, Демократична република Конго, Камерун, Кот д'Ивоар, Мали, Нигерия, Сенегал, Сиера Леоне, Того, Централноафриканска република и Южен Судан.